# Vanha klinikka
Vanha klinikka (en français : ancienne clinique) ou Snellmania est un ensemble de bâtiments de l’université d'Helsinki dans le quartier de Kruununhaka à Helsinki en Finlande,.

## Présentation
Le complexe de bâtiments est entouré par Unioninkatu, Liisankatu, Snellmaninkatu et Rauhankatu.
Il fait partie du Campus du centre-ville d'Helsinki.
L'ensemble a été construit pour servir d'hôpital universitaire entre 1833 et 1848. Aujourd'hui, les bâtiments sont utilisés par la Faculté des sciences politiques de l'université d'Helsinki.
Le bâtiment principal de l'ancienne clinique et le bâtiment maternité-blanchisserie sont protégés par la loi sur la protection des bâtiments, ainsi que la cour par le plan de zonage.

## Histoire
Initialement Carl Ludvig Engel a été choisi comme concepteur du bâtiment en 1829, car il avait également conçu un hôpital universitaire clinique à Turku en 1824.
Cependant, le bâtiment n'a jamais été mis en service avant le grand incendie de Turku de 1827.
Les plans de Carl Ludvig Engel pour L'hôpital universitaire d'Helsinki furent achevés en janvier 1829, mais l'empereur Nicolas Ier ne les approuva pas.
Alexandre Chtaubert , spécialiste russe des hôpitaux, fut désigné comme concepteur et les travaux de construction commencèrent en 1830.
Les bâtiments furent placés selon les plans de Carl Ludvig Engel et achevés en partie en 1833.
Le service de médecine interne et le service de chirurgie ont été placés dans le bâtiment principal du côté d'Unioninkatu, la maternité s'est vu attribuer son propre bâtiment séparé de deux étages, qui a été achevé en 1833 du côté de Snellmaninkatu.
L'hôpital disposait de 30 lits.
En 1835, il fut décidé de déplacer l'hôpital du comté d'Uusimaa de Hämeenlinna vers le même îlot urbain que ceux mentionnés ci-dessus.
Les bâtiments supplémentaires à deux étages conçus par Carl Ludvig Engel furent achevés dans l'îlot urbain entre 1836 et 1838. En 1841, un plan fut élaboré selon lequel une partie des hôpitaux militaires d'Helsinki serait regroupée avec l'hôpital du comté d'Uusimaa, et en même temps il fut décidé de séparer complètement l'institut clinique en sa propre unité.
Le centre de traitement des maladies vénériennes (Curhus), qui fonctionnait à Hämeenlinna, y a également été transféré.
L'architecte Ernst Lohrmann a conçu de grandes extensions du bloc dans les années 1840, dont le propre bâtiment Uusi klinikka a été achevé en 1848.
Il y offrait 90 lits pour les patients, dont la plupart étaient utilisées par la clinique des maladies vénériennes.
D'autres projets de transformation des hôpitaux militaires ou de leurs bâtiments n'ont finalement pas été réalisés.

### Maladies cutanées et vénériennes dans l'ancienne clinique
À ses débuts, la clinique était connue des citadins notamment pour son département des maladies cutanées et vénériennes , où, par exemple, dans les années 1840, plus de patients étaient traités que dans tous les autres départements réunis.
Les cas de syphilis ont commencé à être si nombreux qu'ils occupaient un nombre disproportionné de lits d'hôpitaux, ce qui rendait difficile l'enseignement aux futurs médecins et les professeurs refusaient d'admettre tous les cas de syphilis à l'hôpital. La situation a conduit au fait qu'en 1841, l'empereur Nicolas Ier a ordonné la création d'une toute nouvelle institution pour l'enseignement clinique de la médecine.
La nouvelle clinique a été ouverte en 1848.
L'ancienne clinique a été détachée de l'université et a fonctionné pendant 12 ans comme hôpital général du comté d'Uusimaa, avec 140 des 190 lits de patients réservés aux maladies vénériennes.
La chaire de maladies vénériennes et de dermatologie a été créée en 1874 et son premier titulaire fut Anders Ludvig Wendelin (1820-1884). Après lui, le poste est resté longtemps vacant et ce n'est qu'au XXe siècle que le poste a commencé à avoir des titulaires permanents.
La plupart des services de l'hôpital ont quitté le bloc peu à peu après l'achèvement de leurs propres bâtiments vers d'autres parties de la ville, comme le service de maternité ou  l'ancien institut de sages-femmes d'Ullanlinna en 1878 et le service de chirurgie en 1861, d'abord aux locaux provisoires et enfin à l'Hôpital chirurgical d'Helsinki en 1888. Les derniers bâtiments reliés à l'hôpital (buanderie en 1888) ont été construits dans l'îlot urbain dans les années 1890.

### XXe siècle
Dans les années 1920, seul le département de maladies cutanées et vénériennes fonctionnait dans le quartier.
À l'époque du professeur Axel Cedercreutz (1873-1946), surnommé le « baron de la syphilis », dans les années 1930, la part des maladies de peau dans les traitements commençait à être supérieure à celle des maladies vénériennes. L'hôpital des maladies vénériennes de Kumpula, qui fonctionnait au début du XXe siècle, a fusionné avec la clinique des maladies cutanées et vénériennes en 1954.
Après la fermeture de l'hôpital des lépreux d'Orivesi en 1953, ses trois derniers patients furent transférés à Kumpula jusqu'à sa fermeture en 1962. Les lépreux ont été transférés dans la cour de l'ancienne clinique, où ils vivaient isolés des autres personnes.
Dans les années 1990, les activités médicales de l'université étaient concentrées à Meilahti, où la clinique des maladies cutanées et vénériennes a également déménagé en 1992 dans l'hôpital de dermatologie et d'allergologie (fi).

### Après les opérations hospitalières
Après les réparations, la Faculté des sciences politiques de l'Université d'Helsinki a emménagé dans le bâtiment en 1994.

## Galerie

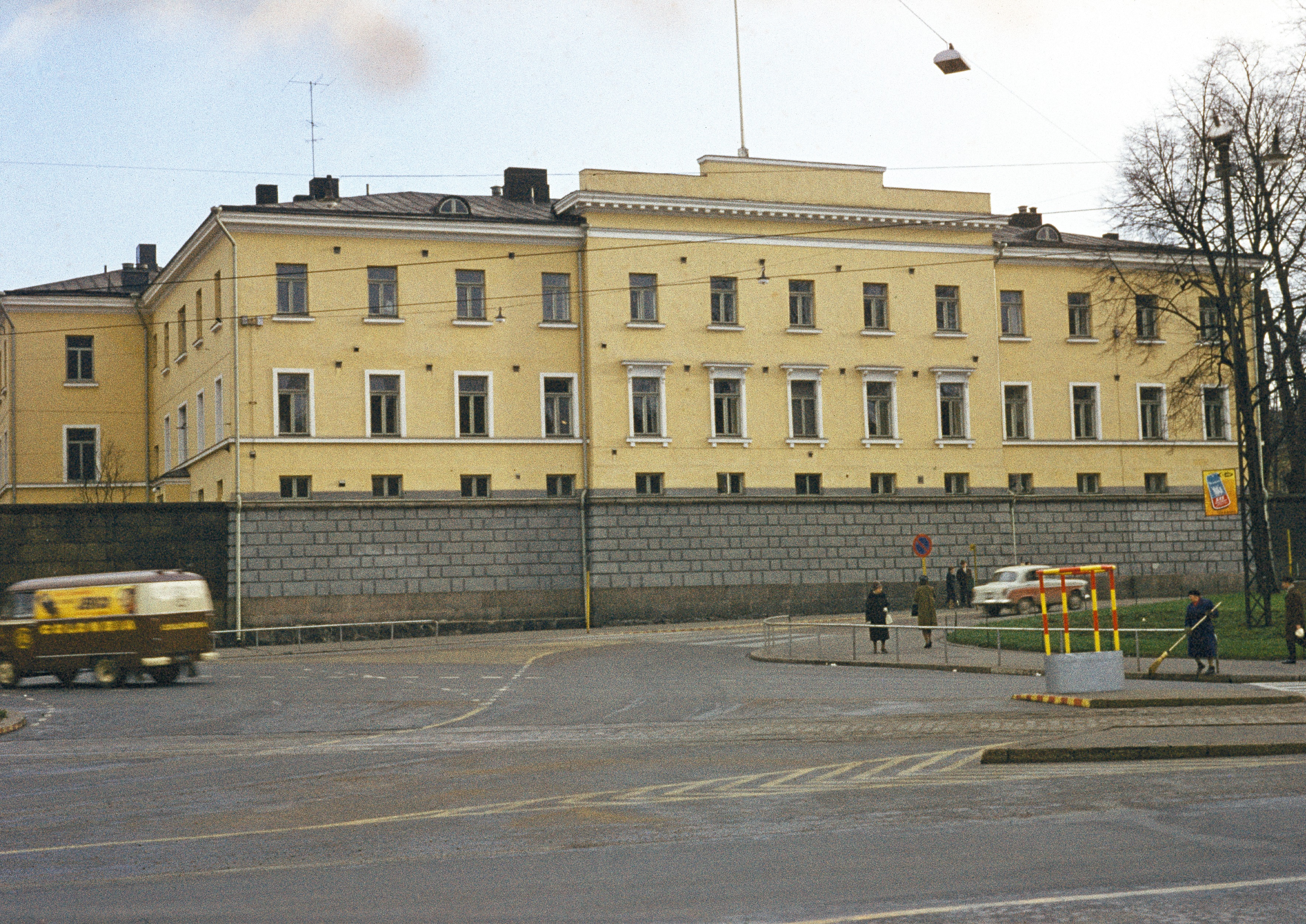
Bâtiment principal.
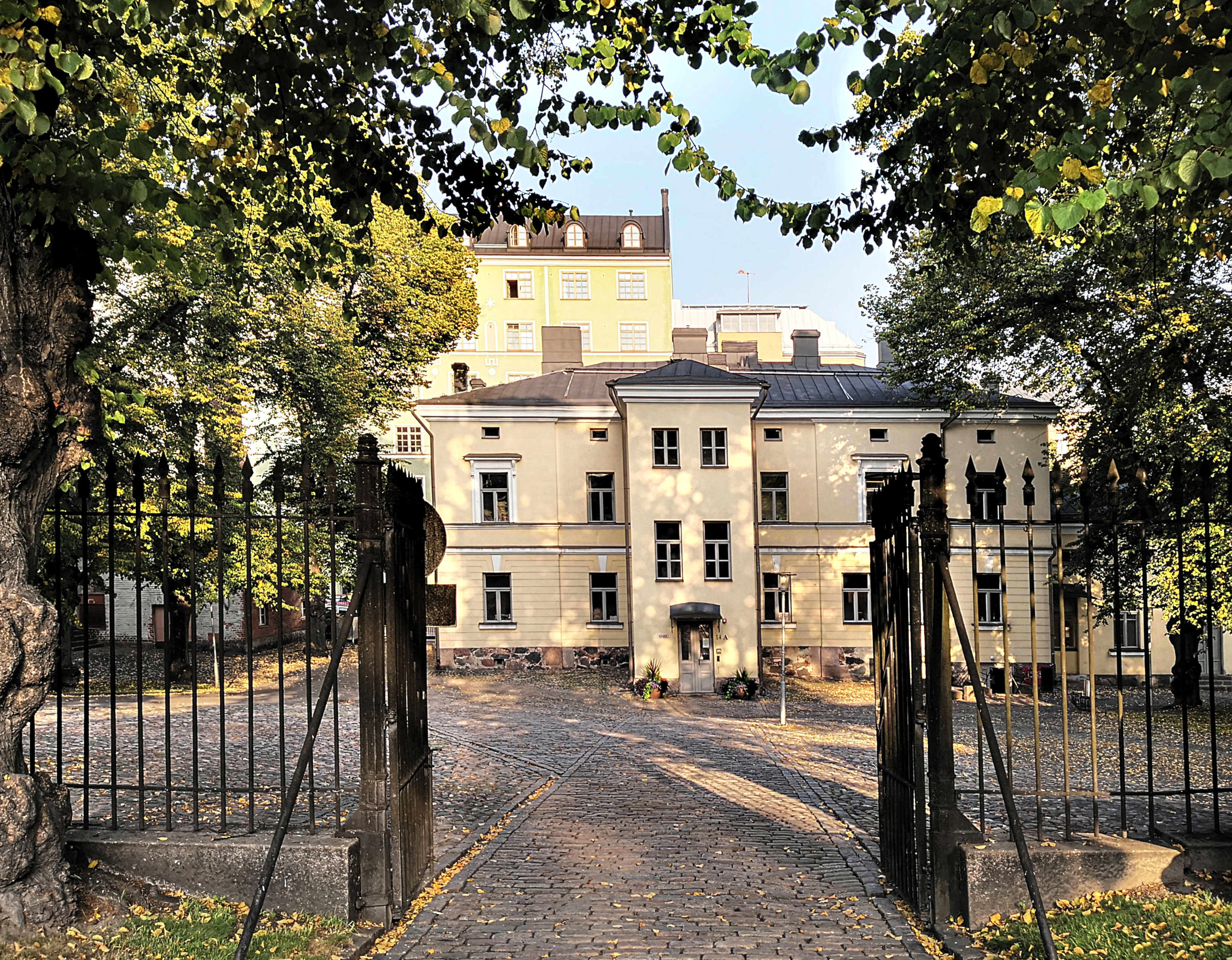
Département des maladies vénériennes.
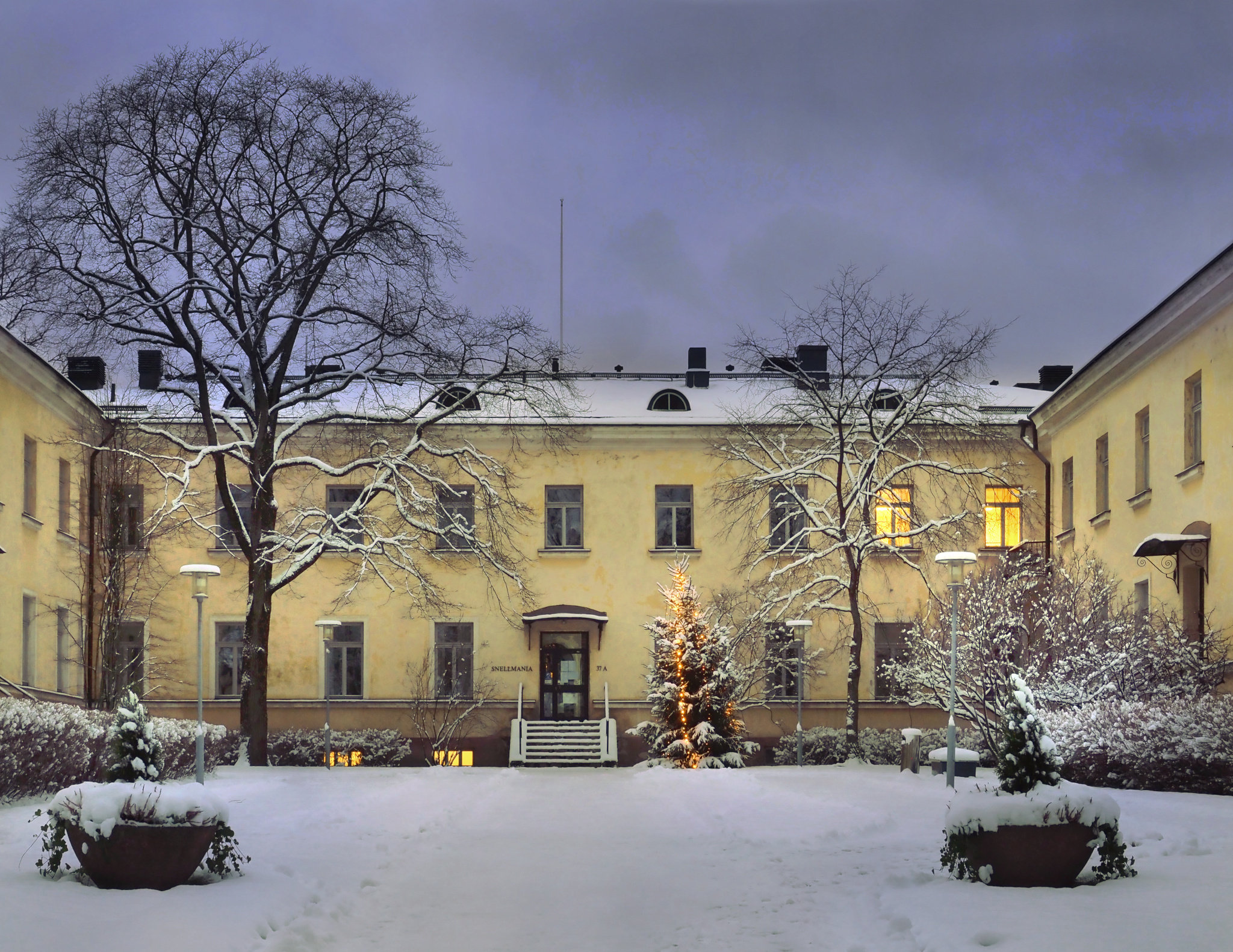
Département de dermatologie et maternité.
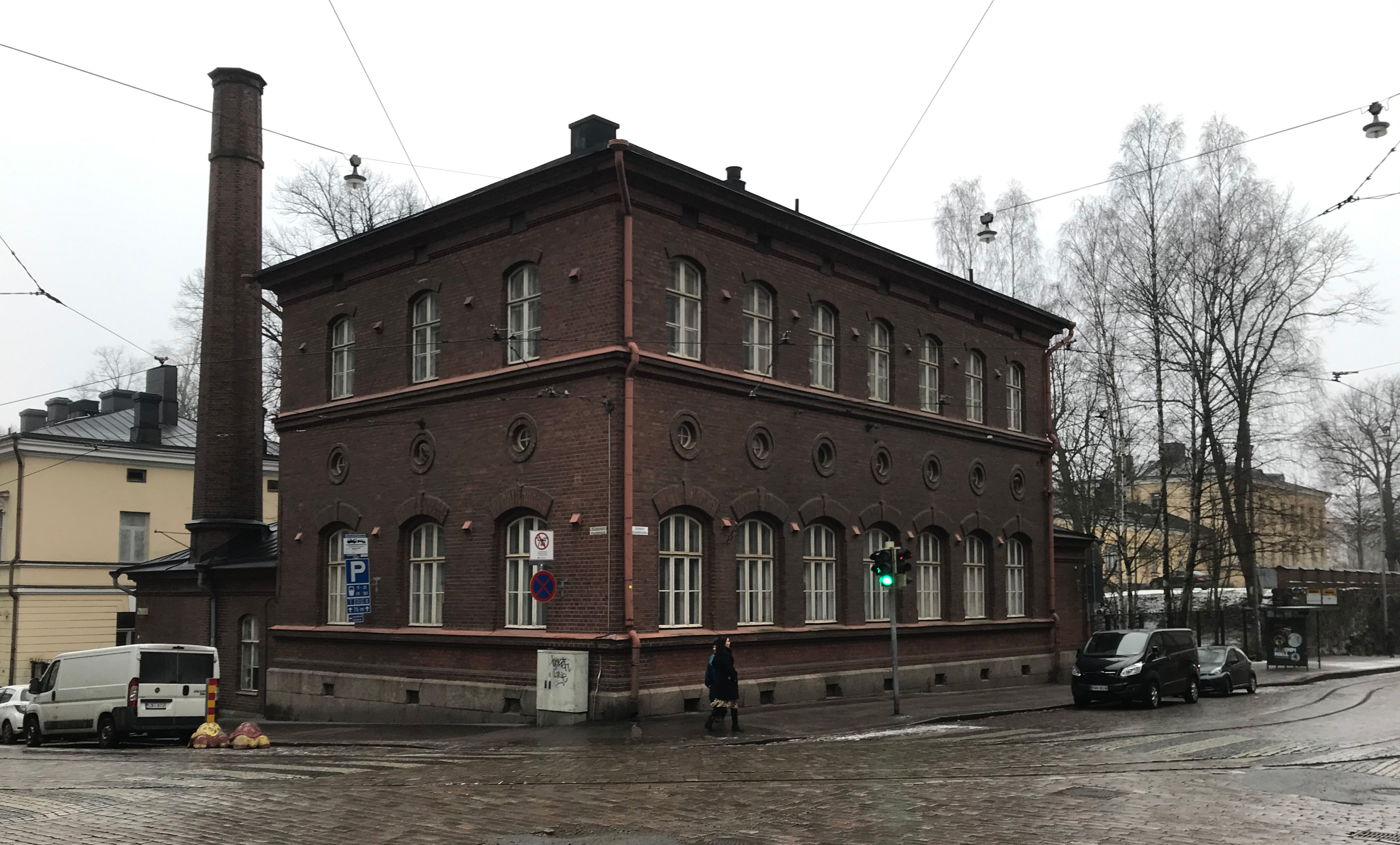
Blanchisserie.